# Jaguar SS1

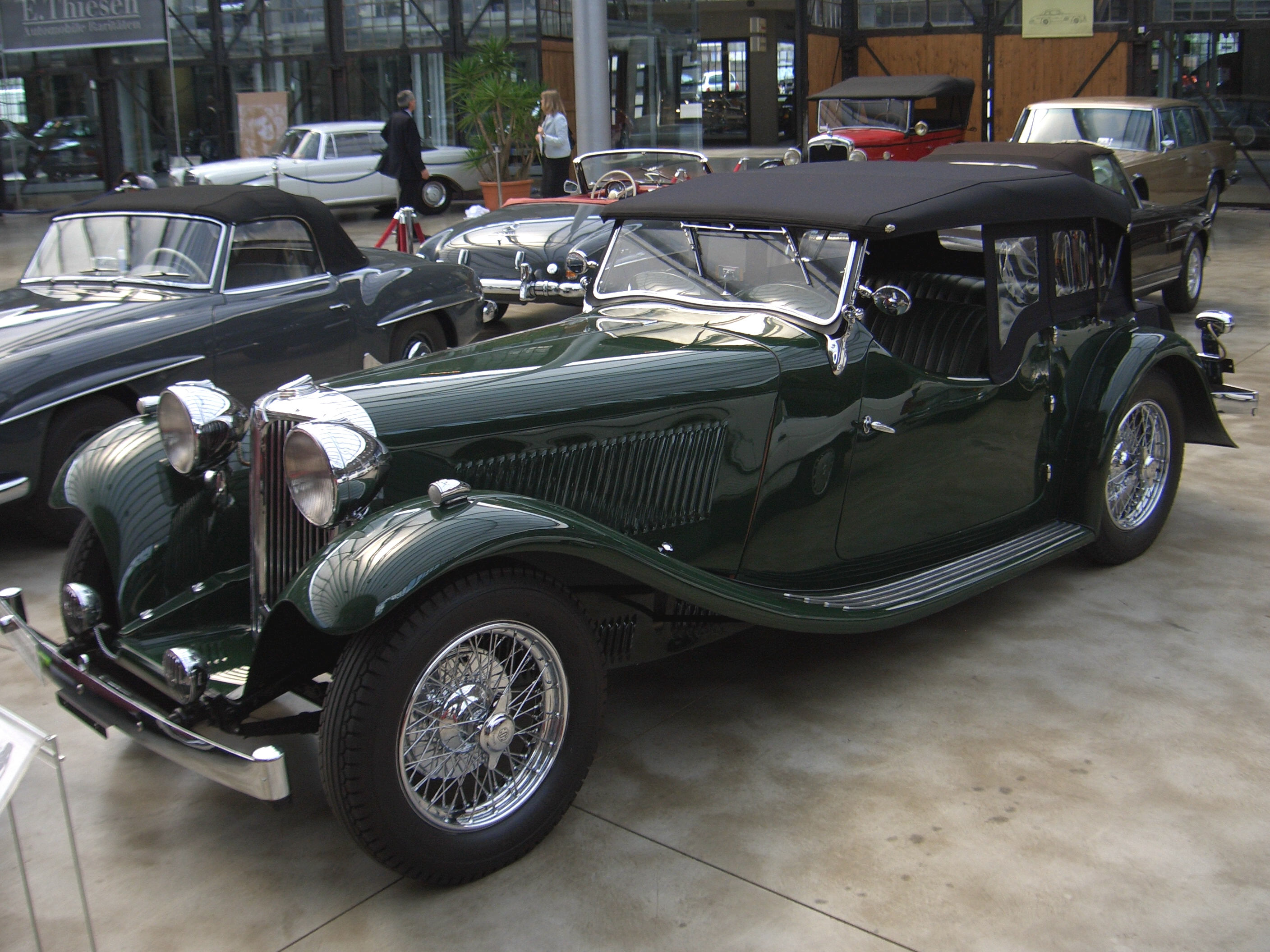
SS 1. 1932-1936

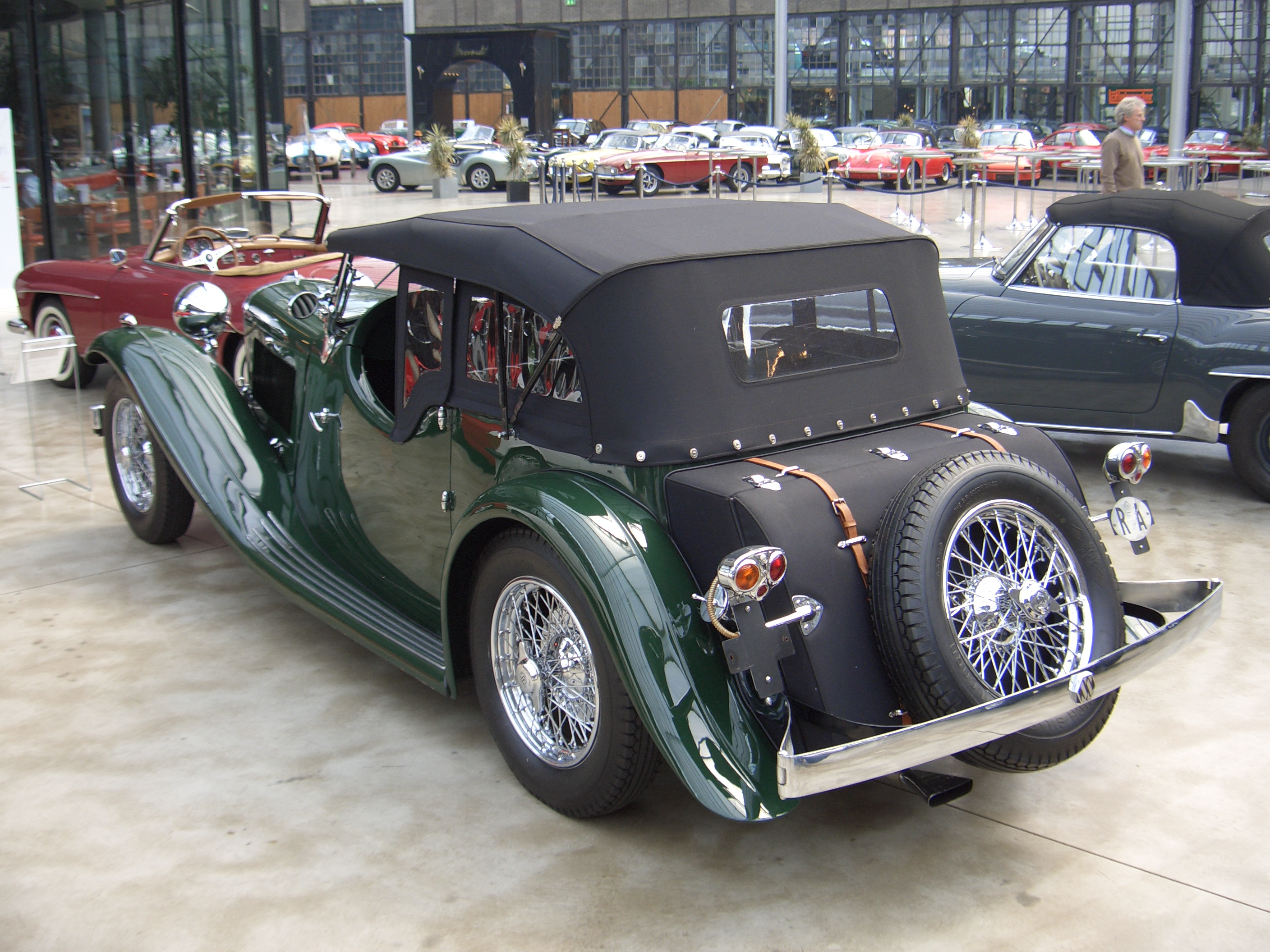
SS 1. 1932-1936

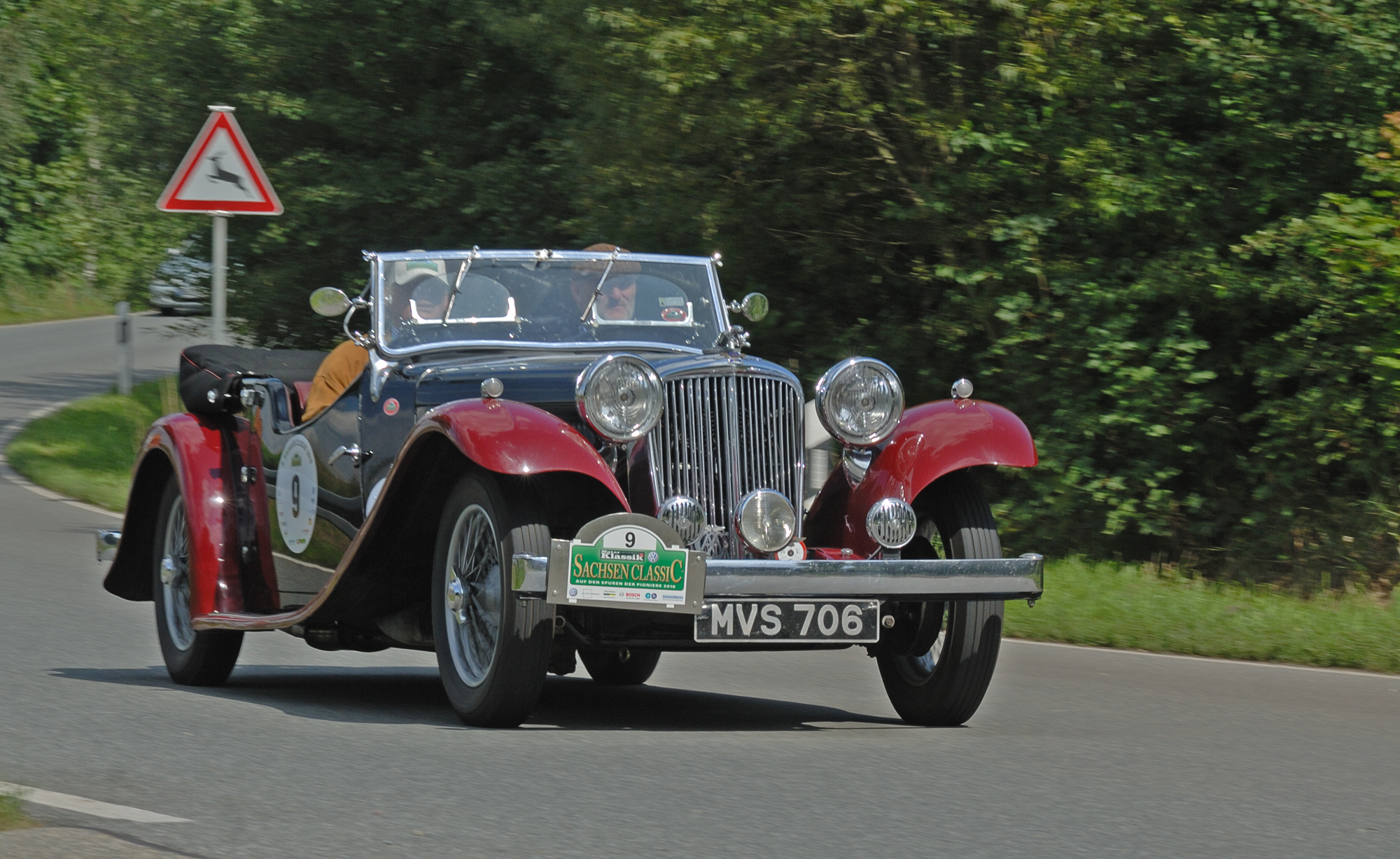
SS 1. Roadster 1935

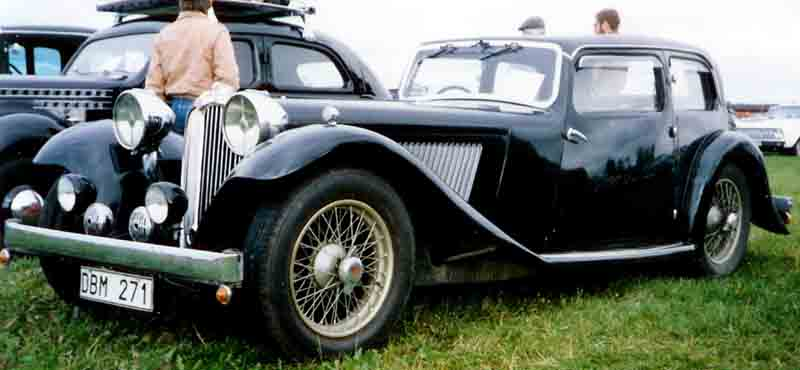
SS1. Кузов Airline Saloon. 1935

Jaguar SS1 — перша серійна спортивна модель британської компанії "Standard Swallow" (з 1945 Jaguar) з Ковентрі, що випускалась у 1932-1936 роках. Паралельно випускалась менша модель SS 2.

## Історія
У жовтні 1931 на Лондонському автосалоні презентували SS1 з кузовом 2-дверне купе зі знімним вініловим дахом на стійках, що робило його схожим на кабріолет. На шасі SS1 встановлювали 6-циліндровий мотори об'ємом 2054 см³ (48 к.с.) і 2552 см³ (62 к.с), 4-ступінчасту коробку передач. Модель розвивала швидкість 110 км/год.
З осені 1932 збільшили колісну базу, що дозволило встановлювати 4-місні кузови торпедо, дещо потужніший мотор 2143 см³ (53 к.с.) або 2663 см³ (68 к.с.). З осені 1933 ззаду почали встановлювати бічне скло. Швидкість зросла до 125 км/год. На SS1 англ. Charles Needham і англ. Sydney Light перемогли у "Concours де Confort" Rallye automobile Monte-Carlo 1934
З осені 1934 на спецзамовлення почали встановлювати модний аеродинамічний кузов „Airline Saloon“, пізніше Drophead Coupe. При цьому розширили колісну базу. Мотори потужністю до 70 к.с. з високим коефіцієнтом стиснення отримали два карбюратори, синхронізатори коробку передач.
Загалом виготовили 4250 авто моделі SS1. Вони відзначались низкою вартістю у 310 фунтів.

### Технічні дані SS1
|                    |                            |
| Розміри            | Параметри                  |
| Роки випуску:      | 1931-1936                  |
| Колісна база :     | 3020 мм                    |
| Довжина:           | 4.730-4.750 мм             |
| Ширина             | 1630-1670 мм               |
| Висота             | 1450 мм                    |
| Виготовлено:       | бл. 4250                   |
| Маса порожнього:   | 1.043-1.350 кг             |
| Мотор              | 6-циліндровий рядний       |
| Потужність мотору: | 48-70 к.с.                 |
| Об'єм мотору       | 2054 см³-2663 см³          |
| Трансмісія :       | КП 4-ступінчаста механічна |
| Швидкість :        | 110-125 км/год             |
| Модель-наступник;  | S.S. Jaguar 2 ½ Litre      |